# Michel Polnareff
Pour les articles homonymes, voir Polnareff et L'Amiral.
Michel Polnareff, né le 3 juillet 1944 à Nérac (Lot-et-Garonne), est un auteur-compositeur-interprète français.
Pianiste et mélodiste pop, il cultive une apparence singulière. Surnommé « L'Amiral », il est le compositeur et l'interprète de nombreux succès populaires, comme : Love Me, Please Love Me, La Poupée qui fait non, Le Bal des Laze, Tout, tout pour ma chérie, Je suis un homme, On ira tous au paradis, Lettre à France ou encore Goodbye Marylou.

## Biographie et carrière

### De l'enfant au jeune adulte
Michel Polnareff est le fils de Leib Polnareff (1899-1988), pianiste et compositeur de variété juif d'origine ukrainienne, né à Odessa et réfugié à Paris en 1929, et de Simonne Lane (1912-1973), danseuse originaire de Lennon (Finistère) dont l'ascendance a des attaches à Port-Launay et à Loctudy. Sa tante, Kila Polnareff, est pianiste, et l'époux de celle-ci, Boris Vinitsky, photographe ; ils sont morts tous deux en déportation à Auschwitz.
Pendant la Seconde Guerre mondiale, Leib est résistant dans le Lot-et-Garonne. Les Polnareff obtiennent des faux papiers grâce à Raymond Pichon, commissaire de police, et Odile Perella, employée de la mairie de Nérac.
Michel Polnareff passe son enfance dans un univers musical. Son père est un compositeur qui a écrit des chansons pour Édith Piaf (La Java en mineur, Partance...), Mouloudji ou Yves Montand (Léo Poll fait les arrangements français de la chanson Le Galérien d'après une mélodie populaire russe du début du XIXe siècle). Sa mère Simonne Lane est danseuse de jazz moderne et acrobatique et de claquettes. Dans l'appartement familial du 24 rue Oberkampf à Paris, Leib Polnareff impose d'écouter uniquement de la musique classique et met son fils au piano dès l'âge de quatre ans.

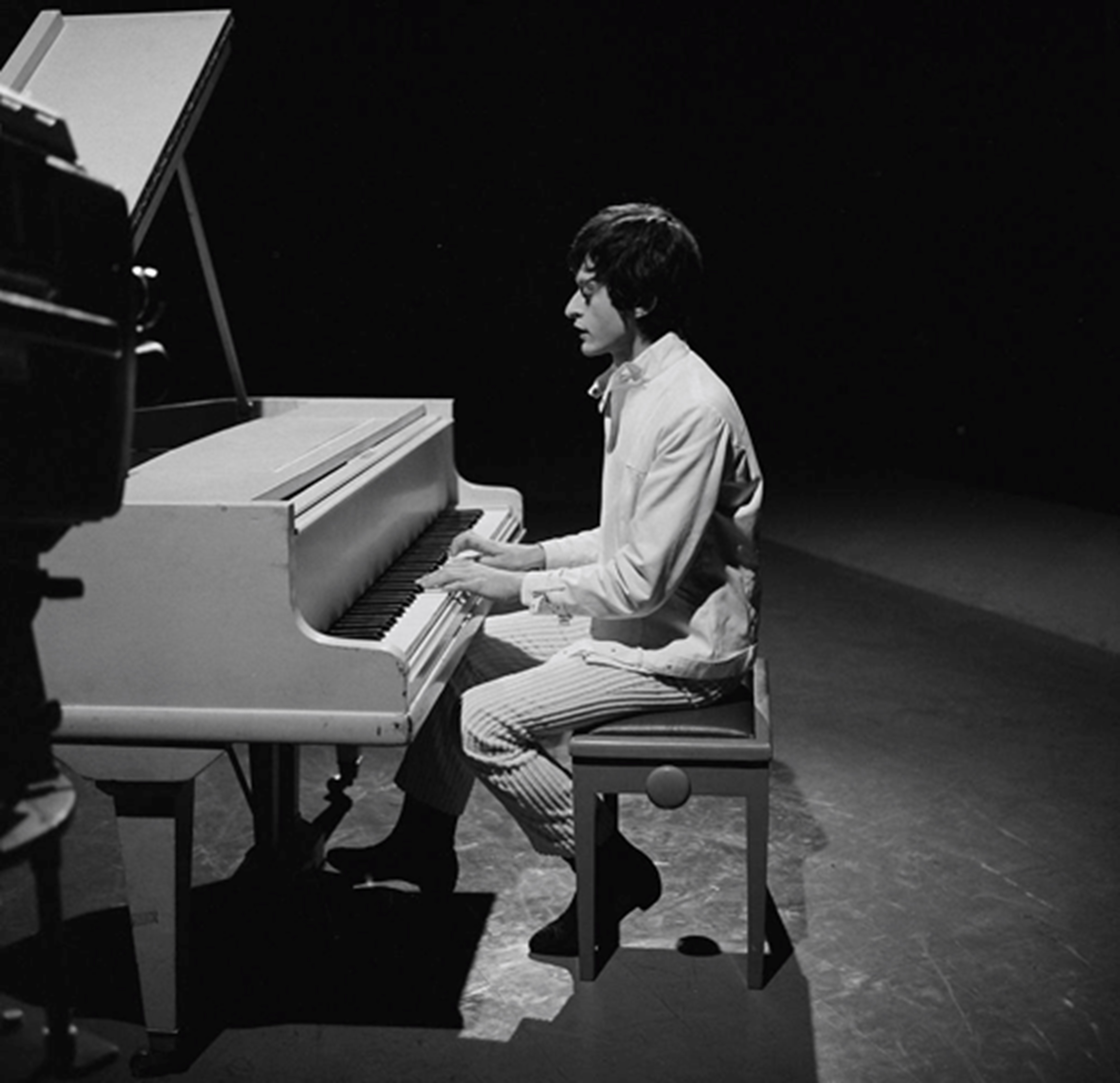
Michel Polnareff en 1967.

Leib Polnareff inscrit très tôt son fils au Conservatoire de musique de Paris et parallèlement au cours Hattemer.
Michel Polnareff reçoit à douze ans le premier prix de solfège du Conservatoire mais garde un très mauvais souvenir de son parcours scolaire et de son apprentissage de la musique, témoignant dans son autobiographie et ses interviews que son père lui donne des gifles et des coups de ceinturon, lorsqu'il ne respecte pas les consignes ou fait des fausses notes. Le but du jeune garçon est d'être « tout le contraire de son père » : rêvant d'Amérique et du rock, il ne sera pas pianiste classique.
En 1957, à l'âge de 13 ans, il se familiarise avec la langue anglaise lors d'un séjour linguistique dans le Dorset. En 1961, il échoue au baccalauréat littéraire, redouble et obtient son diplôme avant d'effectuer sept mois de service militaire à Épinal, puis à Montluçon, où il tient la grosse caisse de l'orchestre.
À vingt ans, il quitte le cocon familial qu'il juge étouffant, multiplie les petits boulots. Après avoir été employé aux écritures dans une banque, vendeur de cartes postales pour les aveugles ou démarcheur à domicile pour des assurances, il fait la manche sur les marches du Sacré-Cœur avec une guitare achetée avec ses économies. Il est beatnik et pacifiste, ; il reprend les standards rock. Ses premières notes personnelles sont celles de La Poupée qui fait non,.

### Débuts retentissants (1966-1970)
Le 1er février 1966, repéré par André Pousse, il remporte un concours de rock organisé par le magazine Disco Revue au club La Locomotive. Le premier prix est un contrat avec Barclay, que Polnareff refuse, par peur d'être formaté.
Gérard Woog, un ami d’enfance, le présente à Lucien Morisse, patron d'Europe 1 et futur manager. Michel signe avec la maison Disc AZ de Morisse, à condition d'enregistrer à Londres avec Jimmy Page à la guitare et John Paul Jones à la basse (futurs Led Zeppelin), ce que Disc AZ accepte. La Poupée qui fait non sort le 26 mai 1966. C'est un triomphe.
Les musiques de Polnareff s'inspirent de styles anglo-américains, suivent parfois une ligne néoclassique (telle Âme câline)[réf. souhaitée]. L'artiste affiche un look androgyne qui ne cesse d’évoluer, et écrit des textes prônant la liberté sexuelle. La presse le considère comme un symbole de la décadence de la jeunesse, à cause de son apparence jugée efféminée (point commun avec David Bowie) et de ses textes qui choquent. L'Amour avec toi fait l'objet d'une plainte pour pornographie de la part de l'évêché de Paris et est interdite d'antenne avant 22 heures.
Michel Polnareff cumule les succès, de la complainte Love Me, Please Love Me (Rose d'or au festival d'Antibes, numéro 1 au Brésil) au romantique Bal des Laze en passant par l’existentiel Sous quelle étoile suis-je né ? ou encore l’électrique et revanchard Roi des fourmis.

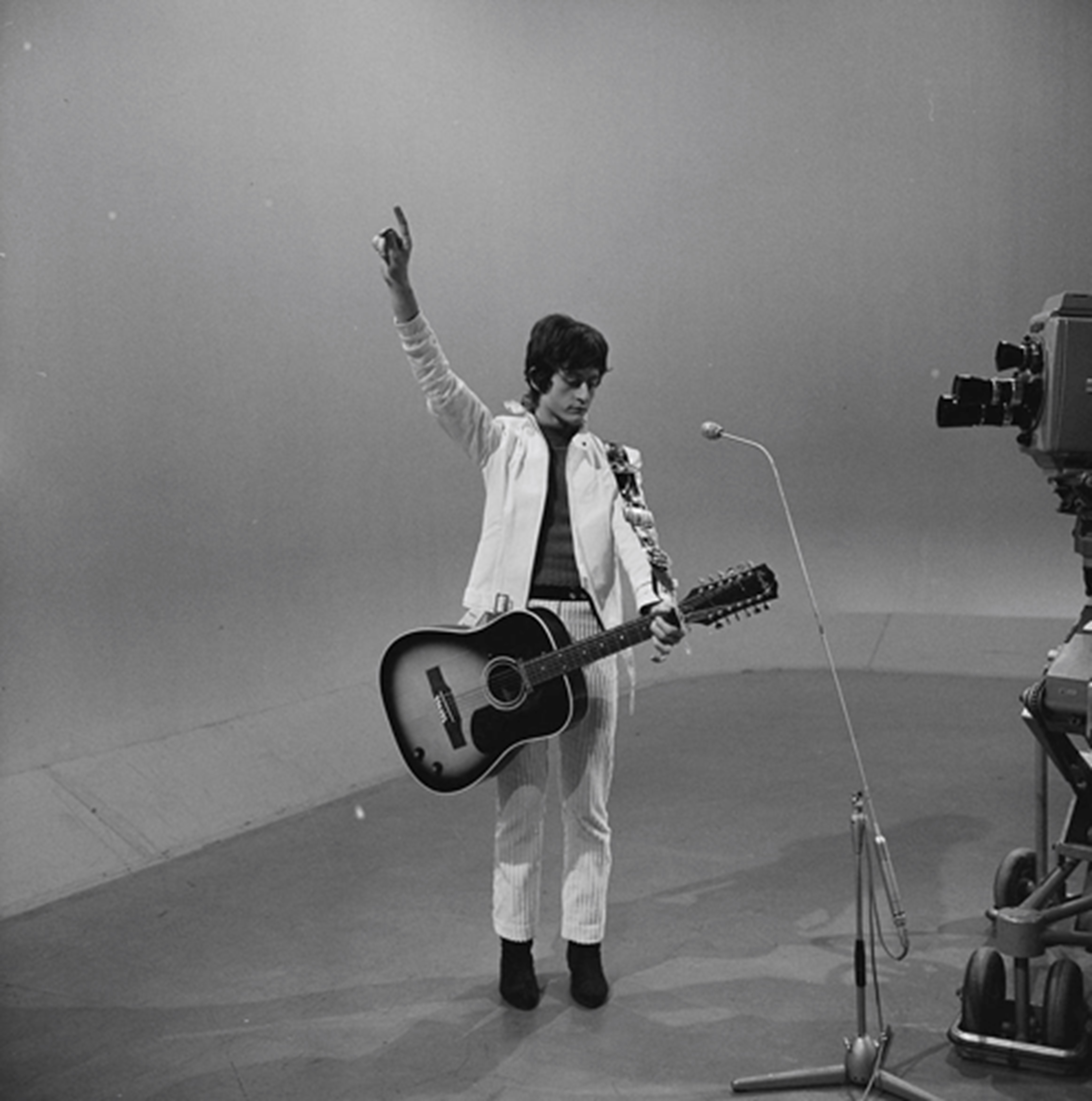
Polnareff en pleine prestation en 1967.

Le 25 octobre 1966, il monte pour la première fois sur la scène de l'Olympia, en première partie des Beach Boys dans le cadre de Musicorama. Il y chante cinq titres.
Du 5 au 22 octobre 1967 il y revient, en première partie de Dalida. Ses bons disques se suivent : Dans la maison vide ou Tous les bateaux, tous les oiseaux. En 1968 paraît le second album, Le bal des Laze.

### Apogée (1970-1973)
En 1970, Michel Polnareff est cette fois-ci la vedette à l'Olympia, et continue par une tournée. Sur scène, il innove : mi-concert, mi-spectacle, les musiciens sont installés sur une scène verticale et des automates envahissent la scène. Il réplique à toutes les critiques sur son apparence et son mode de vie avec la chanson Je suis un homme. En mai, il est agressé sur scène lors d'un concert à Périgueux, il annule alors les autres dates de la tournée dont un concert symphonique au Palais des Sports.
Cette agression, la mort en septembre 1970 de Lucien Morisse, qui l'a lancé, ainsi qu'une crise sentimentale, le plongent dans la dépression.
En 1971, Michel Polnareff refait surface avec une tournée et, à l'automne (du 24 septembre au 14 octobre), accompagne gracieusement aux claviers Johnny Hallyday durant le spectacle de ce dernier au Palais des Sports,,.
C'est lors de ces représentations qu'il arbore son nouveau look : il porte désormais des lunettes à verres foncés aux larges montures blanches, créées par l'opticien Pierre Marly, qui cachent sa forte myopie et protègent ses yeux fragiles, ses longs cheveux sont blondis et ondulés. Il ne change plus guère de style.
À propos de son allure, le journaliste Bertrand Dicale indique dans l'émission Un jour, un destin (sur France 2 en décembre 2008) : « Il radicalise tout ce qu'on lui reproche ». Quant au photographe Jean-Marie Périer, il commente : « Il fabrique un autre, et se cache derrière ». Polnareff a une autre explication : « Quand je me vois dans la glace, je corresponds à ce que je voudrais être. Le jour où je n’y correspondrai plus, je me tirerai une balle dans la tête, probablement. »
La même année, il compose la bande originale du film Ça n'arrive qu'aux autres de Nadine Trintignant, puis celle du film à succès La Folie des grandeurs de Gérard Oury, avec Louis de Funès et Yves Montand.
L'année 1971 est aussi celle de Polnareff's, considéré par beaucoup comme son chef-d’œuvre. Dans ce disque enregistré dans les studios Abbey Road en quadriphonie, les orchestres sont dirigés par Anthony King, Bill Shepherd et par Polnareff lui-même. Polnareff expérimente un système quadriphonique pour le disque Polnareff's : il fait tourner le micro tel un lasso pour enregistrer les chœurs d'On ira tous au paradis.[réf. nécessaire]
À l'affût des nouveautés, Polnareff utilise des synthétiseurs comme le Minimoog sur l’instrumental Computer’s dream. L'album mêle jazz (Né dans un ice cream), pop (Le désert n’est plus en Afrique) et soul (Hey you woman). Mais Polnareff ne peut en assurer la promotion : victime d'une seconde dépression nerveuse en janvier 1971, il fait une cure de sommeil dans un hôpital de la région parisienne.
En 1972, paraissent La Mouche, Holidays et On ira tous au paradis. C'est aussi l'année du concert Polnarévolution à l'Olympia. Les 6 000 affiches de ce concert font scandale lorsqu'elles sont placardées le 2 octobre 1972 dans la capitale : Polnareff, travesti, y montre ses fesses nues. Le tribunal correctionnel le condamne à 60 000 francs d'amende pour attentat à la pudeur.
Le concert Polnarévolution est une innovation : il est le premier concert français à bénéficier du son 5.1. Les costumes sont dessinés par Paco Rabanne, les musiciens — les Dynastie Crisis — sont vêtus de collants noirs et d'un haut en plastique, Polnareff est couvert de paillettes argentées. Les instruments de musique sont fabriqués en plexiglas. Au début du concert, une fille du Crazy Horse déguisée en Polnareff arrive de dos et baisse son pantalon en référence à l’affiche.
En mars 1973, Michel Polnareff crée Polnarêve, un spectacle de nouvelles chansons. Mal préparé et fort de son succès à l'Olympia au printemps 1973, il revient six mois plus tard avec des chansons inédites qui constituent un show inabouti et bancal qu'il doit amender dès la première.

### Drames personnels (1973)
En 1973, de retour d'une tournée internationale, Polnareff découvre durant l'été que son déficit bancaire se calcule en millions de francs ; son homme de confiance Bernard Seneau (mort début 2015) l'a escroqué : avec l'argent de l'artiste, il a loué un logement et une voiture à celui-ci, sans les lui acheter (alors que Polnareff se croyait propriétaire), puis est parti avec son argent, sans avoir payé les impôts du chanteur. Le chanteur est non seulement ruiné, mais débiteur d'une énorme dette fiscale, il faudra des années pour que ses avocats prouvent sa non-complicité dans cet impayé d'un million de francs. Sa mère meurt la même année.
À la suite de ces événements Polnareff tombe une nouvelle fois en dépression et refait une cure de sommeil. Le 12 octobre 1973 il s'exile aux États-Unis. D'après l'émission Un jour, un destin — Polnareff, les secrets d'un exil, il voyage par bateau par peur de l'avion. Plus tard, il tente de s'acheter une camionnette blindée et une arme auprès de Christophe Rocancourt, escroc qui extorqua quelque deux cent cinquante mille dollars à la vedette et qui, dans l'émission en question, émet l'hypothèse que : « Michel Polnareff est un parano, un peu obsédé par les armes. ».
Avant de partir, Polnareff travaille sur l'album Michel Polnareff, mixé et distribué après le départ de l'artiste pour les États-Unis. Il ne comporte pas d'indication sur la pochette ; il contient le mélancolique Homme qui pleurait des larmes de verre écrit avec le parolier Pierre Grosz qui, à part un morceau signé Jean-Loup Dabadie, est le coauteur de tous les titres. L'arrangeur fétiche de Serge Gainsbourg, Jean-Claude Vannier, est de la partie et semble s'être chargé des mixages.

### Exil américain (1973-1977)
À son arrivée aux États-Unis, Polnareff passe trois mois à New York, il s'installe ensuite à Los Angeles et signe avec le label Atlantic qui sort son dernier disque français. En 1974, Michel Polnareff est salué par le groupe Il était une fois avec « Polnarevient » ; Serge Koolenn et Richard Dewitte avaient été musiciens du chanteur.
En 1975, le cinquième album Fame à la mode est en anglais. Sur ce disque jouent Lee Ritenour, Leland Sklar et Jim Gordon, musiciens de Clapton et des Beatles. Le morceau Jesus for tonight est le premier titre de Polnareff, compositeur français, à entrer dans le classement du magazine Billboard. Polnareff part pour une tournée au Japon, puis à Bruxelles pour un concert à Forest National. Il ne peut se rendre en France à cause de ses ennuis avec le fisc.
En 1976, il signe la bande originale du film Viol et Châtiment, Lipstick, qui est en bonne position dans les charts internationaux. Il reste sept semaines dans le top 100 aux États-Unis.
En 1977, il compose Lettre à France sur un texte de Jean-Loup Dabadie, qui exprime sa nostalgie de la France, néanmoins il s'est attaché au confort de la vie californienne, fait du sport et se passionne pour l'informatique.

### Retour en France (1978-1984)
En 1978, après cinq ans d'absence, Michel Polnareff revient en France pour son procès à l'issue duquel il reste redevable de plus d'un million de francs au fisc. Il en profite pour sortir Coucou me revoilou, mais le succès est mitigé, malgré des morceaux marquants. Un « album crasse » selon l’intéressé, enregistré entre Londres et Los Angeles. Après cette sortie, il rompt son contrat avec Atlantic, afin de signer de nouveau chez Disc'AZ.
En 1980, il réalise un album méconnu, en collaboration avec Michel Colombier, avec qui il a travaillé sur son précédent 33 tours. Les deux artistes utilisent des pseudonymes : Max Flash pour Polnareff, Michael Dove pour Colombier. C'est un disque funk, intitulé Ménage à trois, sans nom de groupe sur la pochette.
En 1981, l'album Bulles se vend à plus de 800 000 exemplaires, avec les tubes Tam Tam et Radio. Ce disque, avec synthétiseurs et boites à rythmes, au son californien, est enregistré de nuit avec Hans Zimmer à Londres. En novembre 1981, Polnareff enregistre pour la télévision Télé show 82, diffusé le soir du 31 décembre, où il interprète les titres de Bulles et quelques incontournables de son répertoire. Un disque en est pressé sur un vinyle LP transparent.
En 1984, il signe la bande originale de La Vengeance du serpent à plumes de Gérard Oury. L’année suivante, l'album Incognito ne connaît pas le succès du précédent, malgré les titres Viens te faire chahuter (et son clip qui, pour la première fois en France, coûte un million de francs) et La Belle veut sa revanche. Le disque est boycotté par la Fnac comme toutes les autres références de chez RCA, en raison de la politique de distribution de son président de l'époque. Le son, électronique, est produit avec samplers et séquenceurs. Durant cette période, Michel Polnareff réside épisodiquement en France.

### Période bleue (1985-1994)
De 1985 à 1987, Michel Polnareff s'installe à Fontenay-Trésigny en région parisienne à l'hôtel Le Manoir de Chaubuisson puis, lorsque Le Manoir ferme, il réside pendant vingt mois dans l'appartement des propriétaires du Café des Trois-Valets ; il est nourri, logé, blanchi ; néanmoins, ce que Polnareff écrit dans son autobiographie sur cette expérience est ressenti négativement par la famille propriétaire du café. Il compose Goodbye Marylou qui devient immédiatement un tube. C'est à cette époque qu'Epic (Sony Music aujourd'hui) lui propose un contrat.
À partir de septembre 1989, il habite durant huit cents jours à l'hôtel Royal Monceau, où il enregistre l'album Kâmâ Sutrâ avec l'aide de Ben Rogan à la production et de Mike Oldfield à la guitare.
Michel Polnareff va mal, il est atteint d'une cataracte aux deux yeux, il ne voit plus qu'un peu de lumière. Il fait part de sa maladie à son entourage, noie sa peur dans la vodka et reste à l'intérieur du Royal Monceau où il peut se déplacer malgré sa cécité. Méconnaissable, gros, il porte une longue barbe brune, sa couleur naturelle.
Les ingénieurs du son, dans un studio mobile, se garent chaque soir devant l'hôtel et font les prises de voix dans le bar de l'hôtel durant la nuit. Les musiciens enregistrent simultanément dans trois autres studios. Les cordes sont enregistrées aux studios Abbey Road et dirigées via le téléphone par Polnareff depuis l’hôtel. Kâmâ Sutrâ renoue avec le Polnareff d’antan, le son est acoustique, avec les cordes de Goodbye Marylou et de Kâmâ Sutrâ.
Le disque est en vente en février 1990 et reçoit un double disque d'or (plus de 200 000 ventes) grâce aux singles Goodbye Marylou, Kâmâ Sutrâ, LNA HO, Toi et moi. L’image de Michel Polnareff se réduit à un symbole avec seulement sa silhouette ou ses lunettes, dans ses clips et sur les pochettes. « Période bleue » confie laconiquement l’intéressé, à l’image du clip Kâmâ Sutrâ où l’on aperçoit son ombre hanter les couloirs du Royal Monceau.
De 1992 à 1994, Polnareff vit discrètement en France, à différents endroits, sans apparition publique et avec des périodes de studio dont les enregistrements restent inédits.
Après de longs mois d'hésitation, il est opéré d'une double cataracte brune par le docteur Alain Hagège (l'œil gauche le 17 octobre 1994 et l'œil droit, le 20 décembre) et suit une hypnothérapie pour accompagner la convalescence. Il recouvre la vue.

### Concert au Roxy et autres projets (1995-2006)
En 1995, Polnareff prépare au Peninsula Hotel, à Los Angeles, son retour sur scène et, en septembre 1995, il se produit sur le Sunset Boulevard, dans la salle du Roxy.
Il s’entoure de grands musiciens, Dick Smith (guitariste de Earth, Wind and Fire, d’Aretha Franklin), Alex Acuña (percussionniste de Weather Report, d'Elvis Presley et de Michael Jackson). Le disque Live at the Roxy sort en 1996 et marque les esprits par la richesse des réorchestrations ; il oscille entre rock, funk, country et même reggae.
L'album reste numéro un pendant cinq semaines et est certifié disque de platine (300 000 exemplaires pour l'année de sortie). Une émission sur Canal+ présentée par Michel Denisot couvre l’événement ; elle a lieu dans le désert des Mojaves en Californie ; on y voit Michel Polnareff retirer exceptionnellement un court instant ses lunettes blanches.
Certaines de ses chansons sont reprises, comme On ira tous au paradis, pour le film de Dominique Farrugia Trafic d'influence, par Ärsenik, Stomy Bugsy et Jane Fostin.
Polnareff ouvre un site Internet en 1996, où il se surnomme lui-même « L'Amiral » et où ses fans sont les « moussaillons », site qu'il veut « à la pointe de la technique, avançant toujours vers de nouvelles "PolnAventures" mélodieuses, dans un espace musical en détresse ». En 2024, l'artiste n'a pas de site propre.
En 1999 sort le single Je rêve d'un monde (When I'm in love), ballade gospel pacifiste, qui obtient un succès mitigé. En 2003, il donne une longue interview à la radio Nostalgie.
En novembre 2004 sort Polnareff par Polnareff, livre d'anecdotes autobiographiques.

### Ze (re)tour 2007: concerts à Bercy et tournée (2007)
En octobre 2006, le premier single depuis sept ans, Ophélie flagrant des lits, arrive sur les ondes. En mars 2007, les Victoires de la musique remettent à Michel Polnareff une Victoire d’honneur pour l'ensemble de son œuvre.

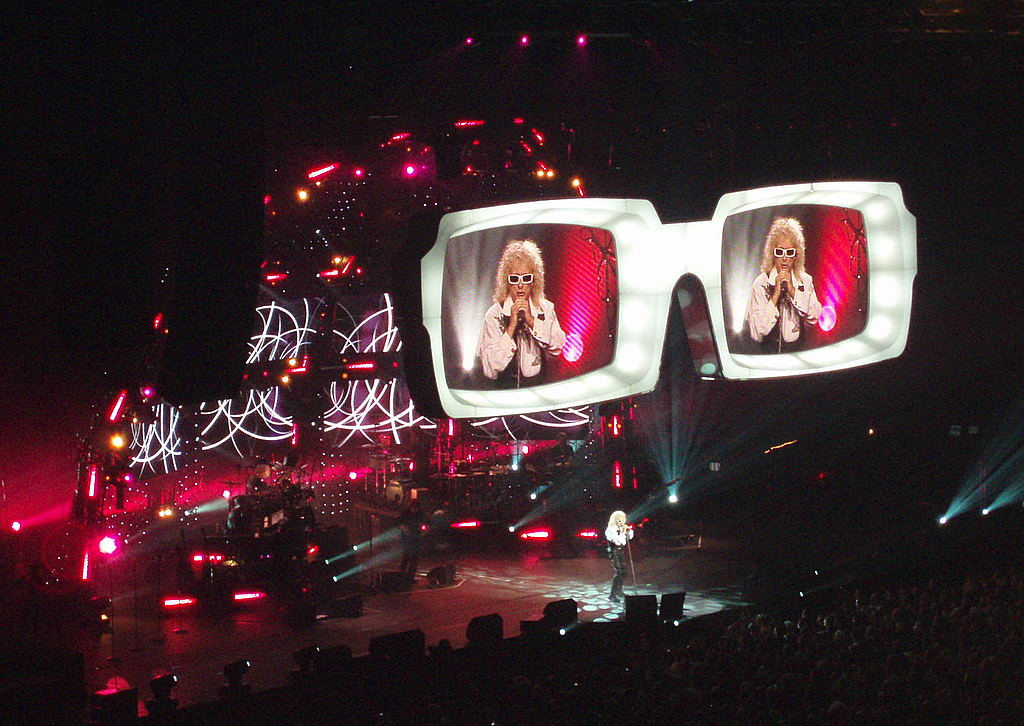
Michel Polnareff au Zénith d'Auvergne le 24 mars 2007.

Le 2 mars 2007 à Bercy, Michel Polnareff revient sur la scène française après trente-quatre ans d'absence, avec Ze (re)tour 2007. Le nombre de concerts était prévu pour six dates [réf. souhaitée] ; mais 48 heures après la mise en vente des billets, le succès est tel que quatre concerts à Bercy sont ajoutés en mars[réf. souhaitée]. Le spectacle attire plus d'un million de spectateurs avec une soixantaine de dates.
L'artiste chante vingt-cinq titres. Il apparaît en ombre chinoise, les lunettes suspendues font office d’écrans, la gigantesque arène composée de lumières et d’écrans entourée de planètes et d’étoiles se découvre au fil du spectacle.
Il est accompagné par sept musiciens américains : Virgil Donati (australien), Bunny Brunel (bassiste fretless de Chick Corea et de Herbie Hancock), Tony MacAlpine (guitariste et claviériste de Steve Vai), et Mino Cinelu (percussionniste de Miles Davis, Weather Report, Sting).
À la fin du spectacle, une pluie de confettis en forme de lunettes tombe du plafond durant l'interprétation d'On ira tous au paradis (le titre sera repris en « gimmick » lors des victoires de l'équipe de France de rugby au Mondial 2011).
Le 14 juillet, Michel Polnareff se produit au Champ-de-Mars, devant près de six cent mille spectateurs, à la demande du président de la République, Nicolas Sarkozy à l'occasion de la Fête nationale. Charline Vanhoenacker commente : « la France déroule le tapis rouge à Michel Polnareff, l'exilé fiscal, puis exilé tout court ».
Le CD et le DVD de la tournée sortent le 7 décembre 2007 chez Polydor.
Le 8 mars 2008, Ze (re)tour 2007 remporte la Victoire de la musique du « Spectacle musical, tournée, concert de l’année » ; Gilbert Coullier, producteur de la tournée, reçoit la récompense sur scène à la place de Michel Polnareff reparti en Californie depuis six mois.

### En studio (2010-2015)
Le 22 juillet 2010 à Los Angeles, Michel Polnareff reçoit la Légion d'honneur des mains de l'ambassadeur de France aux États-Unis,. À cette occasion, il déclare : « J'aimerais que mes fans sachent que je pense toujours à eux. Nous sommes toujours aussi proches, même si c'est de façon virtuelle », précisant : « Je ne pense pas à un spectacle, mais plutôt à un nouveau disque car, si ce n'est deux singles, il n'y a rien eu de nouveau depuis quinze ans. Donc actuellement, je suis en studio ».
En mars 2011, il perd son amie de quarante ans, qui a été « l'amour de sa vie » et son manager depuis 1972, Annie Fargue. Il diffuse sur Internet le discours qu'il a enregistré pour les obsèques. L'album Le Cinéma de Polnareff compilant ses compositions pour le 7e art est le dernier projet conçu avec Annie Fargue, et il est en vente le 7 novembre 2011.
Du 18 au 29 novembre 2013, France Bleu passe Radio Polnareff, un entretien enregistré par Fabien Lecœuvre chez Michel Polnareff en Californie, où il aborde en dix thèmes la vie du « Roi des fourmis ».
Le double DVD Polnareff — Classics Vintage, paru le 13 janvier 2014, retrace les prestations télévisuelles de l'artiste tout au long de sa carrière. Il est numéro un des ventes de DVD musicaux en France pendant quatre semaines consécutives.
En 2014, Fabrice Laffont réalise le documentaire Quand l'écran s'allume projeté de juin à septembre dans une centaine de cinémas en France, en Belgique et en Suisse, ainsi que sur France 3 le 27 octobre. Il est tiré d'images d'archives personnelles inédites de l'artiste.
Au printemps 2015, Michel Polnareff dénonce la caricature faite de lui par l'organisme de crédit Cetelem, le chanteur n'étant pas d'accord avec l'utilisation de son image associée à un organisme de crédit, donc à des buts lucratifs. Il précise par la suite n'avoir aucune animosité envers l'acteur l'imitant.
Le 12 mai 2015, il publie sur les réseaux sociaux une vidéo où on le voit diriger par visioconférence l'orchestration depuis Bruxelles d'un enregistrement fait à Suresnes. Le 19 mai, il se fait opérer à Bruxelles d'une hernie paraombilicale qui lui « a pourri la vie » pendant Ze (Re) Tour 2007.
Une exposition à Montluçon, la PolnaExpo, est consacrée à l'artiste pendant plus de six mois, au Mupop ; Michel Polnareff a effectué une partie de son service militaire dans cette ville. Le 20 juin 2015, Michel Polnareff et sa famille sont accueillis avec les honneurs de la municipalité, sous le regard de milliers de personnes. Il participe à l'inauguration de l'exposition ainsi que d'une place à son nom face à l'entrée du musée.

### SingleL'Homme en rougeet tournée (2015-2017)

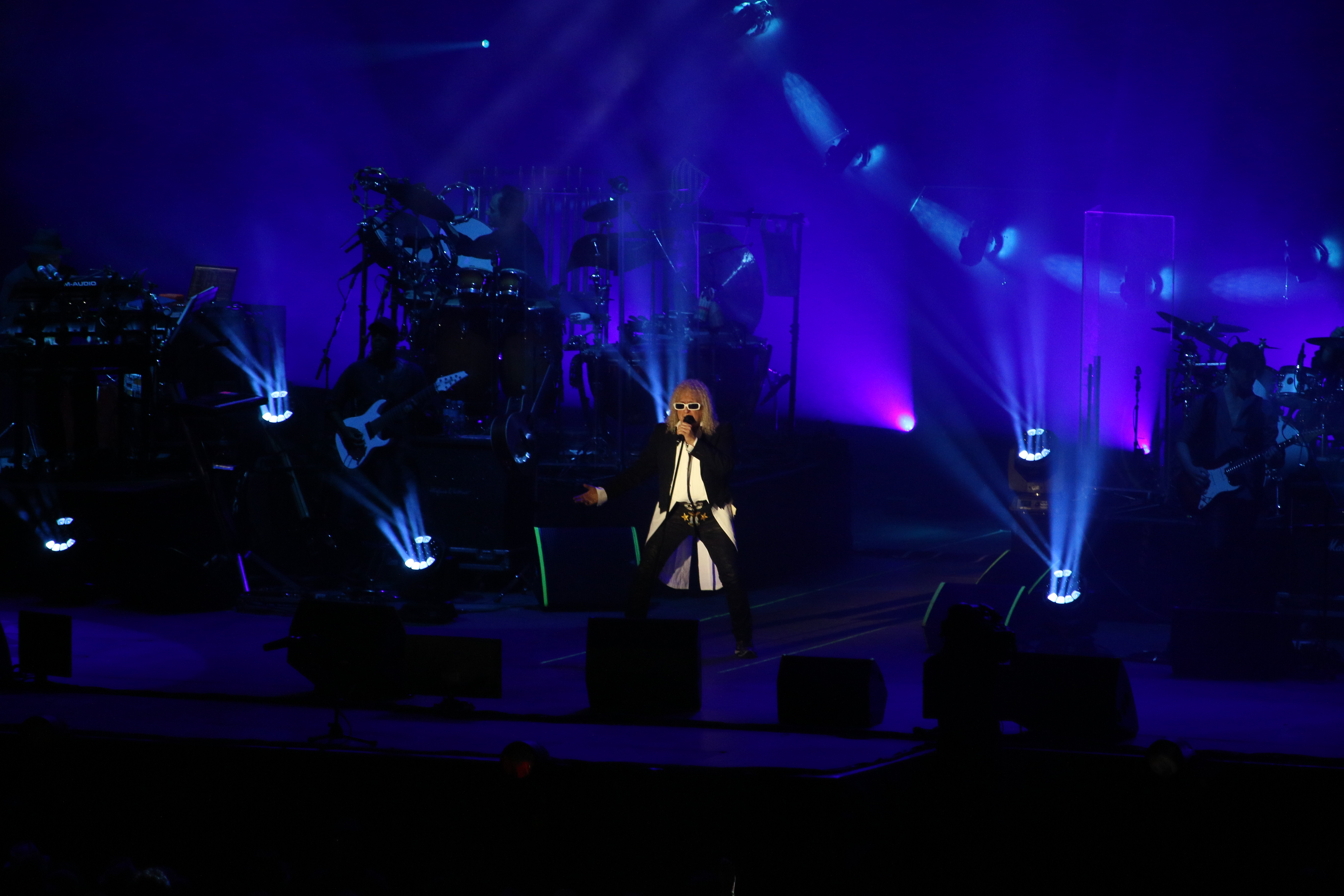
Michel Polnareff au Paléo Festival de Nyon le 24 juillet 2016 en musique.

Le 18 décembre 2015, la diffusion de L'Homme en rouge a lieu à minuit, sur la station de radio Nostalgie ; RTL, partenaire de la tournée, présente le morceau dès 9 heures. Le clip est diffusé à partir du 9 janvier 2016. Réalisé par Yann Orhan, produit par Aurélie Ullrich et Michel Polnareff, il met en scène Swann Nambotin, connu pour son rôle dans la série Les Revenants. La réception critique de la chanson est mitigée,,, comme pour les précédents singles depuis Kama-Sutra.
Michel Polnareff publie une autobiographie intitulée Spèrme chez Plon le 24 mars 2016. Les lettres du mot « père » sont mises en évidence et font référence à son fils né en décembre 2010 d'un don de sperme et également à son père qui était autoritaire et violent avec lui.
La tournée commence à Épernay le . Elle comprend quatre concerts (7, 8, 10 et 11 mai), à l'AccorHotels Arena de Paris, ainsi qu'une date à l'Olympia le 14 juillet, et fait salle comble. Elle finit le 26 juillet à Carcassonne.
Le concert du 14 juillet à l'Olympia dure 2 h 45 et présente quelques surprises : I Love You Because, Le Prince en otage, Tibili, ainsi qu'une improvisation de Jerry Lee Lewis ; la fameuse affiche de 1972 tapisse le fond de scène.
En parallèle, Michel Polnareff apparaît à la télévision. Le 14 mai 2016, il est en direct sur TF1 lors de la finale de la saison 5 de The Voice : La Plus Belle Voix ; il accompagne Clément Verzi au piano sur L'Homme en rouge puis interprète Love Me, Please Love Me. Le 3 juillet, jour de ses 72 ans, il donne le départ de l'étape du Tour de France dans l'émission Village Départ sur France 3.

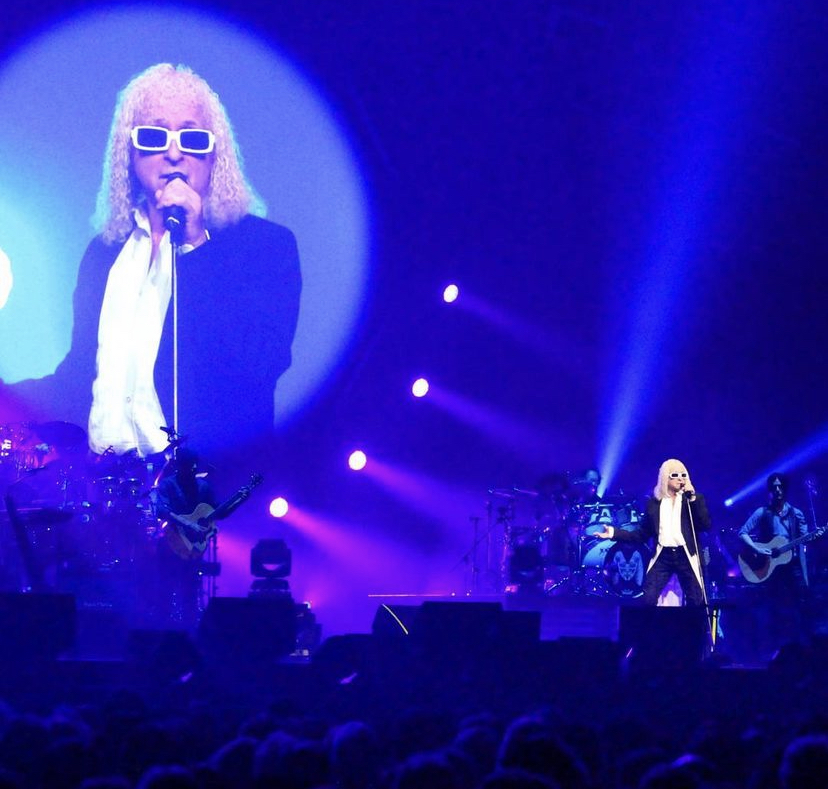
Michel Polnareff en concert au Palais omnisports de Paris-Bercy le 7 mai 2016.

Il participe à La Fête de l'Humanité le 10 septembre devant plus de 200 000 personnes. Porté par la foule, il chante vingt minutes de plus que les quatre-vingts initialement prévues.
Il reprend la scène le 8 novembre à Nice, puis à Albertville, Bourg-en-Bresse, Marseille, Amiens, Toulouse, Pau et Bordeaux le 30 novembre, sans se douter qu'il y donne le dernier concert de la tournée. Le concert prévu à la salle Pleyel est annulé, ainsi que les dates restantes de la tournée. Il devait avoir lieu le 2 décembre, mais le chanteur se plaint d'une grande fatigue et de vertiges. Le même jour sort néanmoins l'album live À l'Olympia. Un best-of intitulé Polnabest est également diffusé[réf. nécessaire].
Michel Polnareff est hospitalisé le 3 décembre. L'attaché de presse indique que le chanteur a été victime d'une embolie pulmonaire. Il sort de l'hôpital le 15 décembre. Dans les jours qui suivent le producteur Gilbert Coullier émet un doute sur les raisons de l'hospitalisation, qui a entraîné l'annulation de deux concerts non assurés, avec des pertes estimées à « 200 000 euros par date ». Le producteur souhaite avoir accès au dossier médical : « S'il s'avère qu'il est malade, j'assumerai mes responsabilités. S'il s'avère qu'il pouvait chanter, les frais seront partagés ». Michel Polnareff porte plainte contre Gilbert Coullier pour diffamation. Le 23 mars 2018, le tribunal de Marseille prononce la relaxe de Gilbert Coullier. Un reportage de Paris Match en janvier 2017 montre le chanteur en photo sur son lit d'hôpital.

### AlbumsEnfin!etPolnareff chante Polnareff, expositionPolnarêveset tournée (2018-2023)

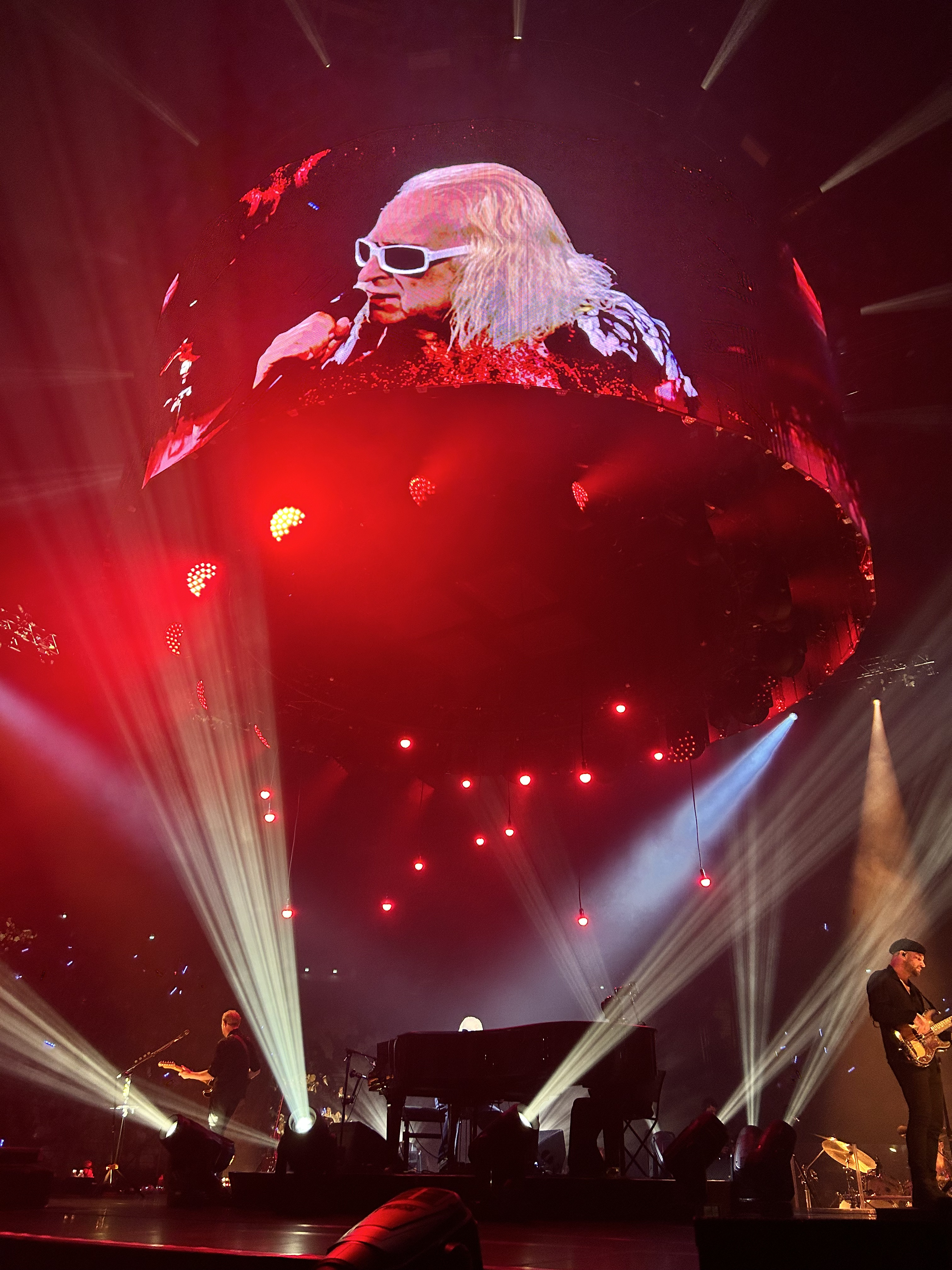
Michel Polnareff en concert au Palais omnisports de Paris-Bercy le 2 juillet 2023.

L'album Enfin ! paraît le 30 novembre 2018, précédé le 16 novembre du single Grandis pas, un titre composé par Polnareff et écrit avec Doriand. Dans cette ballade, il s'adresse à son fils Louka. Fin 2018, il s'était vendu plus de 17 000 copies de l'album. Avec, au final, seulement 50 000 ventes, l'album est considéré comme un demi-échec commercial.
Du 2 juin 2022 au 1er mars 2023,, se tient l'exposition Polnarêves au Palace à Paris. Elle constitue une « expérience immersive qui plonge [le participant] dans les songes de l'artiste », sans participation physique du chanteur.
Le 18 novembre 2022 sort chez Parlophone l'album Polnareff chante Polnareff (60 000 ventes) dans lequel l'artiste reprend en piano-voix douze de ses plus grands succès. La chanson Lettre à France est accompagnée d'un clip ; sur le dernier plan, le chanteur se présente en trois avatars avec des vestes dessinées par sa compagne, aux couleurs du drapeau français.
Le 24 mai 2023 débute à Nice une tournée d'une vingtaine de dates, dont deux festivals et deux dates parisiennes à l'Accor Arena, les 2 et 3 juillet, veille et jour de ses 79 ans. L'équipe de tournée est Décibels Productions, le manager est Serge Khalifa. Les concerts se déroulent sur une scène centrale (à l'exception des festivals), avec une formation de musiciens anglais. Après les succès des concerts des 2 et 3 juillet à l'Accor Arena de Paris, un concert est ajouté le 10 juillet à Paris, cette fois au Palace,. Cette tournée 2023 a attiré 150 000 spectateurs.
Le 5 avril 2024, des artistes de divers univers musicaux reprennent en un album hommage les chansons de Polnareff.
Le 13 août 2024, dans le cadre des festivités du quatre-vingtième anniversaire du débarquement de Provence, l'artiste se produit lors d'un concert surprise à la citadelle de Saint-Tropez, son premier concert après la fin de sa tournée 2023 et avoir célébré son quatre-vingtième anniversaire.

### Nouveaux singles, "ultime" album et nouvelle tournée (2024-2025)
Le 18 novembre 2024, Michel Polnareff annonce la sortie d'un nouvel album à paraître le 25 avril 2025 et son retour sur scène. Nommé de façon provocante « Derrière tournée »,, cet « ultime » projet est prévu pour le printemps 2025. Le même jour, lors d'un entretien au journal télévisé de 13 heures de TF1 en direct de Palm Springs en Californie, il présente son nouveau single Sexcetera.
Le 14 février, Polnareff publie sur les plates-formes Tu n'm'entends pas, deuxième extrait de l'album en préparation.
Après une date londonienne, le 3 avril 2025, à l'Eventim Appolo et un passage, pour la toute première fois, le 15 avril par le festival du Printemps de Bourges, dont Michel Polnareff est l'invité d'honneur de la première soirée, la tournée d'une quinzaine de dates, dont deux d'affluence importante le 14 juin à Paris à l'Accor Arena et le 28 juin à Lille au Stade Pierre Mauroy, doit reprendre le 6 mai au Zénith de Caen, pour s’achever à Colmar le 1er août 2025.
Composé de huit titres (quatre chansons et quatre instrumentaux) et intitulé Un temps pour elles, l'album sort le 25 avril 2025.
Dans une courte vidéo diffusée le 28 avril sur YouTube, l'artiste présente Un temps pour elles comme son « ultime » album mais précise qu'il faut comprendre le terme dans le sens de « magnifique » et non pas en tant que « dernier », et ajoute que « les doigts [du pianiste] sont toujours là et la voix [du chanteur] est toujours là donc youpi ! », laissant entendre qu'un autre album est toujours possible.
Le 5 mai, l'album fait une entrée timide dans le top 10 à la septième place des charts français avec 5 700 ventes,.

### Vie privée
Michel Polnareff a eu une relation dans les années 1970 avec Sylvia Kristel et avec Lynda Carter après que cette dernière est devenue Miss World USA (le concours de sélection de la candidate américaine participant au concours de Miss Monde).
En 1972, il rencontre Annie Fargue. Ils restent ensemble pendant une vingtaine d'années. Après leur séparation, elle devient son amie et son manager jusqu'à sa mort en 2011.
Depuis 2003, il vit avec Danyellah, connue à Los Angeles, alors que cette dernière, étudiante en journalisme, effectue un reportage sur Jim Morrison. À la suite d'un don de sperme à l'insu de Michel Polnareff, ils sont les parents de Louka, né le 28 décembre 2010.
En 2011, un test ADN révèle que Michel Polnareff n'est pas le géniteur. Il quitte Danyellah pour quelques mois, avant de revenir au domicile familial à Los Angeles et finalement adopter Louka en 2016. Des rumeurs évoquent une séparation, démentie par les intéressés.
Dans une interview au Figaro accordée le 27 mars 2025, il annonce être séparé de Danyellah depuis 2024.

### Justice
En juin 2016, Michel Polnareff gagne son procès contre l'entreprise Cetelem qu'il avait poursuivie pour avoir utilisé son image dans une publicité.

## Discographie

### Albums studio originaux
- 1966 : Love Me, Please Love Me
- 1968 : Le Bal des Laze
- 1971 : Polnareff's
- 1974 : Michel Polnareff
- 1975 : Fame à la mode
- 1978 : Coucou me revoilou
- 1981 : Bulles
- 1985 : Incognito
- 1990 : Kâmâ Sutrâ
- 2018 : Enfin !
- 2025 : Un temps pour elles

## Publications
- Michel Polnareff (en collaboration avec Jean-Michel Desjeunes), Polnaréflexions, éditions Dire/Stock2, 1974 (ISBN 978-2-234-00136-7).
- Michel Polnareff (en collaboration avec Philippe Manœuvre), Polnareff par Polnareff, éditions Grasset & Fasquelle, 2004 (ISBN 2-246-66261-3).
- Michel Polnareff, Spèrme, éditions Plon, 2016 (ISBN 978-2-259-23020-9).

## Distinctions

### Décorations
- Médaille de la Ville de Marseille en 2007, remise par le sénateur-maire Jean-Claude Gaudin[100]
- Chevalier de la Légion d'honneur le 30 janvier 2008[101]
- Médaille de la Ville de Montluçon en 2015, remise par le maire Daniel Dugléry dans le cadre d'une exposition qui lui est consacrée au Musée des musiques populaires[102]
- Médaille de la ville de Fontenay-Trésigny en 2016, remise par le maire Patrick Rossilli[103]

### Récompenses
- Victoires de la musique 2007 : Victoire d'honneur
- Victoires de la musique 2008 : spectacle musical, tournée ou concert de l'année pour Ze Tour 2007

### Nomination
- Victoires de la musique 2008 : groupe ou artiste interprète masculin de l'année

## Hommages

### Musique
- 1975 : Il était une fois fait de nombreux clins d'œil à l'univers de Michel Polnareff dans Polnarevient.
- 1977 : Dans sa chanson Mon p'tit Q, Anne Léonard fait référence à l'affiche culte de Michel Polnareff pour sa tournée à l'Olympia en 1972.
- 1990 : Le chanteur Thierry Hazard évoque l'artiste dans Les Temps sont durs.
- 1999 : Double album Hommage à Polnareff / Tribute to Polnareff avec la participation de Pulp, Nick Cave, Bill Pritchard, St Étienne, Concorde Music Club, Bertrand Burgalat... (XIII Bis Records)
- 2003 : Fan est une chanson écrite par Lionel Florence, composée et interprétée par Pascal Obispo, sortie en single en 2003. Elle figure dans le double album Studio Fan - Live Fan sorti en juin 2004, qui rend notamment hommage à Michel Polnareff. Sur les pochettes, le chanteur est déguisé en différents artistes, dont Michel Polnareff.
- 2018 : Dans la chanson Le temps est passé comme il pleut, Didier Barbelivien parle de Michel Polnareff et de son piano.
- 2024 : Dans la chanson Pour un simple mot d’amour, tiré de son album Schizophonia, Najoua Belyzel évoque Michel Polnareff.

### Personnages
- Jean Pierre Polnareff dans le manga Jojo's Bizarre Adventure.
- Aiko Polnareff dans le film The Virgin Psychics de Sono Sion (2015).
- Don Quichotte Doflamingo du manga One Piece est inspiré du style de Michel Polnareff.
- Dans le film Podium de Yann Moix sorti en 2004, le personnage de Couscous, dit « Polnar-G », interprété par Jean-Paul Rouve, est un sosie de Michel Polnareff.

### Autres
- L'astéroïde (99824) Polnareff porte son nom.
- En 2016, un centre culturel est nommé « Michel Polnareff » à Fontenay-Trésigny, une plaque dans l'édifice le mentionne[103].
- Dans la série d'animation 3D française Angelo la Débrouille, la sœur d'Angelo a un poster de Michel Polnareff dans sa chambre.

### Émissions de télévision sur Michel Polnareff
- Le Jeu de la vérité présenté par Patrick Sabatier sur TF1 le 31 mai 1985.
- Un jour, un destin - Polnareff, les secrets d'un exil présenté par Laurent Delahousse sur France 2 le 30 décembre 2008 (durée : 1 h 30).
- Polnareff, quand l'écran s'allume, documentaire de 115 minutes réalisé par Fabrice Laffont, diffusé sur France 3 le 27 octobre, puis rediffusé le 16 novembre 2014.